# Trichocentrum orthoplectron
Trichocentrum orthoplectron är en orkidéart som beskrevs av Heinrich Gustav Reichenbach. Trichocentrum orthoplectron ingår i släktet Trichocentrum och familjen orkidéer. Inga underarter finns listade i Catalogue of Life.